# ウィリアム・リビングストン
ウィリアム・リビングストン（英:William Livingston、1723年11月30日 - 1790年7月25日）は、アメリカ独立戦争中のニュージャージー邦知事であり、アメリカ合衆国憲法の署名者である。
リビングストンはフィリップ・リビングストンの息子であり、ニューヨークのオールバニで生まれた。14歳まで祖母に育てられた。1741年にイェール大学を卒業し、続いて法律を勉強した。1748年に法廷弁護士として認められ、ニューヨークで法律実務を始めた。1772年にニュージャージーのエリザベスに転居し、そこに大きな田舎家を建てて増えつつあった家族を収容した。この家は「リバティ・ホール」と呼ばれ、現在も残っている。
この家は、フランシス・バーバーの専門学校に近く、若い人が訪れてくることもあって、活動の中心になった（アレクサンダー・ハミルトンは専門学校の寮生であり、早くから度々訪れた）。リビングストンの3人の娘、サラ、スーザンおよびキャサリンは「3人の優雅」として知られるようになった。この時代の社交生活の頂点は、1774年4月にリバティ・ホールで挙げられたサラとニューヨークの若い弁護士ジョン・ジェイとの結婚式であった。
リビングストンは1774年7月から1776年6月まで大陸会議代議員となった。1775年10月、ニュージャージー民兵隊の准将に指名され、ニュージャージー邦知事に選ばれる1776年8月まで従軍した。その8月、新しい国の邦政府の選挙が行われた時に、リチャード・ストックトンとリビングストンが邦知事を選ぶ第1回目の投票で同数の票を獲得した。次の投票でリビングストンが選ばれることになった。知事の職は1790年に死去するまで続けた。1776年から1779年の間の大半、家族は安全のためにパーシッパニーに疎開させていた。リビングストンを捕まえればそこそこの報償が得られるために、イギリス軍や海軍の兵士が度々リバティ・ホールを訪れた。家族は1779年に家に戻り、略奪された家の修復を始めた。
リビングストンは1742年にスザンナ・フレンチと結婚した。13人の子供をもうけた。娘のスザンナは1780年にジョン・クリーブス・シムズ (1779-1829)と結婚し、後の大統領ウィリアム・ハリソンの継母となった。他の子孫としては、アメリカ合衆国国務長官とニューヨーク州知事を務めたハミルトン・フィッシュの妻、ジュリア・キーンがいる。
リビングストンは1787年にフィラデルフィアで開催されたアメリカ合衆国憲法制定会議の代議員であり、憲法に署名した者の一人である。
1790年にエリザベスで死に、当初はトリニティ教会に埋葬されたが、1846年にブルックリンのグリーンウッド墓地に移葬された。
リビングストンは革命政府となってからの最初の知事なので、初代ニュージャージー州知事と言われることが多い。